# Dimeria solitaria
Dimeria solitaria là một loài thực vật có hoa trong họ Hòa thảo. Loài này được Keng f. & Y.L.Yang mô tả khoa học đầu tiên năm 1980.